# Guerres de Kappel
Les Guerres de Kappel foren dos conflictes que van tenir lloc a Kappel am Albis a Suïssa els anys 1529 i 1531 per motius religiosos. S'han d'emmarcar dins de les guerres de religió europees de l'Edat Moderna. Els camps rivals van ser els cantons catòlics i els cantons protestants. Si bé la reforma de Zuric del 1523-1525 va permetre l'expansió de la confessió protestant, el conflicte entre cantons arriba realment amb els bailliages. Un bailliages era la circumscripció territorial de Suïssa. Aquestes s'alternaven per cantons. És precisament l'alternança que derivà en guerra.